# Quelques souvenirs sur le Dr. Johnson
Quelques souvenirs sur le Dr. Johnson (A Reminiscence of Dr. Samuel Johnson) est une nouvelle écrite par H. P. Lovecraft en 1917, et publiée pour la première fois en septembre 1917 dans la revue United Amateur sous le pseudonyme de Humphrey Littlewit, Esq.
L'histoire est une parodie des intérêts antiquaires de Lovecraft. Littlewit, le narrateur, est né le 20 août 1690, 200 ans jour pour jour avant la date de naissance de Lovecraft, ce qui lui fait près de 228 ans alors qu'il écrit ses mémoires.
Le critique Daniel Harms écrit : « Bien qu'il ne soit pas l'un de ses écrits les plus inspirés, il démontre au moins que HPL a réalisé ses prétentions [...] d'être un gentleman plus âgé et cultivé d'une époque antérieure, et qu'il pouvait se moquer de lui-même ».